# Schlacht bei Ipsos
Erster Diadochenkrieg (321–320 v. Chr.):
Hellespont
Zwischenzeit (320–319 v. Chr.):
Orkynia – Kretopolis – Nora
Zweiter Diadochenkrieg (319–316 v. Chr.):
Megalopolis – Byzantion – Kopratas – Paraitakene – Gabiene
Dritter Diadochenkrieg (315–311 v. Chr.):
Tyros – Gaza
Babylonischer Krieg (311–309 v. Chr.)
Vierter Diadochenkrieg (309–301 v. Chr.):
Salamis – Rhodos – Ipsos
Fünfter Diadochenkrieg (288–286 v. Chr.)
Sechster Diadochenkrieg (282–281 v. Chr.):
Kurupedion
Die Schlacht bei Ipsos war im Jahr 301 v. Chr. ein Höhepunkt in den Kämpfen der Diadochen um das Erbe Alexanders des Großen. Sie fand in der Nähe des nicht genau zu lokalisierenden antiken Ortes Ipsos im westlichen Anatolien, in der heutigen Westtürkei statt. Die Schlacht markiert für viele Historiker auch das endgültige Ende des Alexanderreichs, das danach in die sogenannten Diadochenreiche zerfiel, welche die Staatenwelt des hellenistischen Ostens bis zur römischen Eroberung prägten.

## Hintergrund
Seit dem Tod Alexanders im Jahr 323 v. Chr. befanden sich dessen Generäle, „Nachfolger“ (Diadochen) genannt, in einem unablässigen Kampf um die Vorherrschaft in dessen Weltreich. Die makedonische Königsdynastie war in sich zerstritten, die Könige Philipp III. Arrhidaios und Alexander IV. Aigos waren geistig behindert oder unmündig und deshalb regierungsunfähig. In diesen von mannigfaltigen und oft wechselnden Koalitionen geprägten Kriegen, die nur von kurzen Friedensphasen unterbrochen wurden, stritten in ihrer Frühphase die Anhänger eines auf Einheit und Erhalt bedachten Alexanderreichs gegen die Vertreter partikularistischer Interessen, welche sich als Herrscher von Teilreichen zu etablieren beabsichtigten.
Bis zum Jahr 306 v. Chr. wurde das alte makedonische Königshaus der Argeaden ausgerottet und das Reich war faktisch schon in mehrere Interessensphären der Diadochen zerfallen. Die wichtigsten waren das Makedonien des Kassander, das Ägypten des Ptolemaios, Thrakien unter Lysimachos und Mesopotamien unter Seleukos. Der letzte zu nennende Kriegsherr war Antigonos Monophthalmos, der die Regionen Kleinasien, Syrien und Palästina beherrschte. Unter den anderen Diadochen ragte Antigonos deshalb heraus, weil er der einzige war, welcher realistische Aussichten hatte, das ganze Alexanderreich unter seiner eigenen Königsherrschaft zu vereinen. Als sein Sohn Demetrios Poliorketes eben im Jahr 306 v. Chr. in der großen Doppelschlacht von Salamis einen vollständigen Sieg gegen Ptolemaios errang, fühlte sich Antigonos zur Erhebung zum König des ungeteilten Alexanderreichs legitimiert, das ihm dem Prinzip des „speergewonnenen Landes“ folgend zugefallen sei. Allerdings misslang ihm daraufhin die endgültige Unterwerfung des Ptolemaios in Ägypten, woraufhin dieser wie auch Kassander, Seleukos und Lysimachos ebenfalls den Königstitel annahmen und dadurch den Herrschaftsanspruch des Antigonos zurückwiesen. Da aber außer Antigonos faktisch niemand einen Alleinherrschaftsanspruch erhob, gaben die übrigen Diadochen den Gedanken an den weiteren Erhalt der Einheit des Alexanderreichs als unrealistisch auf. Nur Antigonos, der mächtigste unter den Rivalen, hielt weiter daran fest und stellte somit für die übrigen Diadochen eine ständige Bedrohung dar, die nur in einer entscheidenden Konfrontation beseitigt werden konnte.

## Der Vorabend der Schlacht
Die entscheidenden Ereignisse, die letztlich zur Schlacht bei Ipsos führten, ereigneten sich in Griechenland. Dort trat seit einigen Jahren Demetrios Poliorketes als vermeintlicher Schutzherr einer freien und demokratischen Poleiswelt gegenüber einer von Makedonien beanspruchte Hegemonie auf. Faktisch aber war Demetrios selbst der Herrscher Griechenlands, der jede Form von Selbstbestimmung in den Poleis unterdrückte. Die von ihm geförderten demokratischen Bewegungen, besonders in Athen, erwiesen sich ihm in erster Linie als willfährige Erfüllungsgehilfen. Nach dem gescheiterten Unternehmen gegen Ägypten und der im Anschluss darauf ebenfalls gescheiterten Belagerung von Rhodos plante Demetrios einen entscheidenden Schlag gegen Kassander in Makedonien, um die seine und seines Vaters Sache auf dem europäischen Kriegsschauplatz zu entscheiden. Zu diesem Zweck erneuerte er im Frühjahr 302 v. Chr. als Hegemon der Griechen den Korinthischen Bund, welcher nun gegen Makedonien gerichtet werden sollte. Ursprünglich war dieser Bund einst von dem Makedonenkönig Philipp II. gegründet worden, für den Kampf gegen Persien.
Demetrios war militärisch weit überlegen, und Kassander musste um sein Überleben fürchten. In dieser Situation entschied dieser sich aber nicht für eine direkte Konfrontation mit Demetrios, sondern bewog seinen Verbündeten Lysimachos zu einer überraschenden Offensive gegen die Antigoniden in Kleinasien. Asien war das eigentliche Herrschaftszentrum der Antigoniden, und Demetrios’ Macht in Griechenland war letztlich von den aus ihm gewonnenen Ressourcen abhängig. Als Lysimachos von Thrakien aus den Hellespont überschreitend in Kleinasien einfiel, gingen in kürzester Zeit mehrere Städte wie Lampsakos und Ephesos sowie Statthalter des Antigonos, wie zum Beispiel Philetairos von Pergamon, Phoinix von Sardis und Dokimos von Synnada, zu ihm über. Antigonos marschierte ihm von Syrien aus über den Taurus ziehend mit seiner ganzen Heeresmacht entgegen; der ihm unterlegene Lysimachos wich allerdings durch geschickte Truppenbewegungen mehrmals einer Schlacht aus. Als der Winter auf das Jahr 301 v. Chr. anbrach entschieden sich beide Feldherren zum Rückzug in die Winterlager, Lysimachos im pontischen Herakleia und Antigonos an einem nicht näher bestimmten in der Nähe des Hellespont.
In dieser Zeit traf in Kleinasien die Nachricht vom Herannahen des Seleukos ein. Dieser war nach dem Jahr 308 v. Chr. zu einem mehrjährigen Feldzug in die „oberen Satrapien“ (östlich des Euphrats) aufgebrochen, die ihm Antigonos nach langem Kampf einst überlassen hatte. In Indien hatte er 303 v. Chr. einen Frieden mit dem ersten Vertreter der Maurya-Dynastie, Chandragupta (griech. Sandrokottos) geschlossen, indem er einen Teil seines Herrschaftsgebietes (Gedrosien, Arachosien, Gandhara und Paropamisaden) abtrat und im Gegenzug 500 Kriegselefanten erhielt. Unter anderem mit diesen kehrte nun Seleukos überraschend schnell in den Westen zurück, um sich im Frühjahr 301 v. Chr. mit Lysimachos zu vereinen. Als Antigonos davon erfuhr, befahl er seinen Sohn Demetrios, mit all dessen Kräften aus Griechenland nach Asien zurückzukehren. Laut Diodor erreichte Demetrios die Nachricht seines Vaters just in jenem Moment, als er bei Othrys dem zur Schlacht bereiten Kassander gegenüberstand. Statt aber die Schlacht zu schlagen, zog er ab, um dem Befehl des Vaters umgehend Folge zu leisten, und setzte sein Heer mittels seiner Flotte nach Asien über. Dort brachte er durch die Rückeroberung von Ephesos und anderer Plätze den Hellespont unter seine Kontrolle, den er mit seiner Flotte absicherte. In dieser Zeit stieß der junge König Pyrrhos von Epiros zu ihm, welcher von Kassander aus seinem Königreich vertrieben worden war und nun als Verbündeter der Antigoniden auf die Rückgewinnung seines Thrones hoffte. Parallel dazu hatte Kassander ein Heer aus 12.000 Infanteristen und 500 Kavalleristen unter der Führung seines Bruders Pleistarchos nach Asien entsandt, als Unterstützung für die mit ihm verbündeten Diadochen. Weil der Hellespont mittlerweile von Demetrios abgeriegelt war, sah sich Pleistarchos gezwungen, sein Heer von Odessos aus über das Schwarze Meer zu transportieren, wobei er mehr als die Hälfte seiner Männer im Sturm verlor.
Unterdessen war auch Ptolemaios aktiv geworden, der mit seinem Heer aus Ägypten Richtung Kleinasien ausgezogen war. Auf dem Weg beabsichtigte er, die für die Herrschaft im östlichen Mittelmeer strategisch wichtigen Häfen Phoinikiens zu erobern. Aber während er Sidon belagerte, erhielt er eine Falschmeldung vom angeblichen Sieg des Antigonos über Lysimachos und Seleukos, woraufhin er sich umgehend wieder nach Ägypten zurückzog. Sein Fernbleiben von den Ereignissen in Kleinasien sollte sich besonders auf das Verhältnis zwischen seinen Nachkommen und denen des Seleukos auswirken, welcher inzwischen Kappadokien durchzogen und sich mit Lysimachos vereint hatte. Irgendwann in den Frühsommertagen des Jahres 301 v. Chr. zogen die vereinten Streitkräfte der Gegner bei dem Ort Ipsos (altgr. Ἱψός) kampfbereit auf.

## Die Schlacht
Für ein Ereignis mit solch weit reichenden Auswirkungen auf die historische Entwicklung des antiken mediterranen Ostens ist der Hergang der Schlacht bei Ipsos vergleichsweise spärlich überliefert. Hauptursächlich dafür dürfte der weitgehende Verlust des nur fragmentarisch erhaltenen einundzwanzigsten Buches von Diodors Bibliothéke historiké sein, in dem die Schlacht die ersten Kapitel eingenommen hat, wovon aber nur noch wenige Sätze erhalten geblieben sind. Auch Arrians Diadochengeschichte ist verloren. Einzig in Plutarchs Biographie des Demetrios ist eine ausführlichere Beschreibung der Schlacht erhalten, deren Angaben somit folglich nicht mit alternativen Darstellungen verglichen werden können. Zu beachten ist außerdem, dass Plutarch in erster Linie als Philosoph und Biograph tätig war, nicht als Geschichtsschreiber, und dass sein Schlachtbericht deshalb wenig detailreich und eher oberflächlich gehalten ist. Zudem entstand sein Werk erst etwa 400 Jahre nach den Ereignissen.
Aufgrund dieser dürftigen Quellenlage kann noch nicht einmal die genaue geographische Lage von Ipsos lokalisiert werden. Irgendwo in der Region des damaligen Phrygien, im Raum des heutigen Anatolien (Westtürkei), im weitläufigen Umkreis von Synnada ist sie zu suchen. Möglicherweise ist Ipsos identisch mit der heutigen Ortschaft Sipsin bei Afyonkarahisar. Auch was die Gesamtstärke der beiden sich gegenüberstehenden Heere angeht, ist Plutarch der einzige, bei dem für die Schlacht vollständige Zahlen überliefert sind. Diodor schrieb lediglich, dass Seleukos mit über 20.000 Infanteristen, 12.000 Kavalleristen, 480 Elefanten und mehr als 100 Sichelwagen aus dem Osten zurückgekehrt war, und dass Pleistarchos von seinen 12.000 Infanteristen und 500 Kavalleristen mehr als die Hälfte beim Übersetzen über das Schwarze Meer verloren hatte. Demetrios stand in Griechenland ein Heer von 8.000 makedonischen Infanteristen, 15.000 Söldner, 1.500 Kavalleristen, sowie 25.000 Mann der griechischen Verbündeten und 8.000 leichtbewaffneten Freischärler zur Verfügung. Davon dürfte er zumindest seine Makedonen, Söldner und Kavalleristen mit sich nach Asien geführt haben. Zur Stärke der Kontingente des Antigonos und Lysimachos hat sich Diodor nicht weiter geäußert. Berücksichtigt man aber, dass sich die Hauptkräfte von vier der bedeutendsten Kriegsherren jener Zeit bei Ipsos zusammenfanden, müssen die Größenordnungen der Schlacht für antike Verhältnisse gewaltig gewesen sein. Man geht davon aus, dass bis zu 200.000 Soldaten beteiligt waren.
Aus der Überlieferung Plutarchs lässt sich erschließen, dass sich die zwei Heere in nahezu identischer Formation gegenüberstanden. Die Infanterie beider Seiten war, dem Vorbild Philipps II. und Alexanders III. folgend, zu je einer langen Phalanx aufgestellt, die von als Stoßkeile formierten Kavallerie flankiert wurden. Antigonos positionierte seine vergleichsweise wenigen Elefanten vor seiner Phalanx, wohl mit der Absicht, sie zum Abfangen der gegnerischen Streitwagen zu verwenden. Als entscheidend für den Kampf sollten sie sich nicht erweisen. Auf der Gegenseite aber hielten Seleukos und Lysimachos die meisten ihrer Elefanten hinter der eigenen Phalanx zurück, als Reserve zur besonderen Verwendung. Auf Seiten der Koalition wird wohl Seleukos die faktische Befehlsgewalt innegehabt haben, da die von ihm gestellten Kräfte die des Lysimachos zahlenmäßig mit Sicherheit übertrafen. Dass seinem Sohn Antiochos auch der Oberbefehl über die Reiterei anvertraut wurde, dürfte dem Rechnung getragen haben. Auf der Gegenseite hatte der bereits über achtzigjährige Antigonos das Kommando über die Phalanx inne mit der Erfahrung eines langen Kriegerlebens an der Seite Philipps II. und Alexanders; seinem 35 Jahre alten Sohn Demetrios vertraute er die Führung der Kavallerie an. Laut Plutarch soll Antigonos die Bedeutung der bevorstehenden Schlacht für seines wie auch des Alexanderreichs Schicksals erkannt haben, als er am Morgen der Schlacht, aus seinem Zelt schreitend, gestürzt sei, was er als schlechtes Omen deutete. Daraufhin habe er die Götter auf Knien um einen Sieg oder um die Gnade eines schnellen Todes ersucht. Weil er in einem nicht nur für antike Verhältnisse bereits greisenhaften Alter stand, soll er auf das Tragen einer schweren Rüstung verzichtet haben.
Die Strategie beider Seiten maß dem Einsatz der Kavallerie eine entscheidende Bedeutung zu, indem die zu Keilen formierte Reiterei die geschlossene Phalanx des jeweils anderen durchbrechen und somit dessen Schlachtordnung auflösen sollte. Entsprechend diesem Plan ritten also Demetrios und Antiochos gegen die langsam vormarschierenden Reihen des Gegners an. Bevor sie diese aber erreichten, kreuzten sich ihre Wege und beide verfingen sich im Kampf gegeneinander. Wie Plutarch berichtet, erlangte Demetrios dabei bald die Oberhand, beging aber zugleich einen entscheidenden Fehler, als er Antiochos immer weiter vom Schlachtfeld abdrängte. Durch diese Verfolgung verlor er die Lage seines Vaters aus dem Auge, dessen Phalanx nun, an ihrer Flanke von der Kavallerie ungeschützt, mit der des Gegners zusammenstieß. Seleukos wiederum konnte den Verlust seiner Reiterei kompensieren, indem er nun seine gut 400 Elefanten aus der Reserve hervorzog und mit ihnen die offene Flanke des Antigonos umfasste. Als Demetrios die Verfolgung der feindlichen Kavallerie endlich abbrach und umkehrte, um die Phalanx der Gegner im Rücken zu attackieren, versperrten ihm die Elefanten den Weg. Faktisch bildeten die Tiere nun einen schier unüberwindlichen Wall, der Antigonos von den Kräften seines Sohnes trennte und ihn nun von einer zweiten Seite aus bedrängte. Als Demetrios seinen Fehler erkannte, war dieser Zug des Gegners bereits vollendet, und er musste sich nun seinerseits aufmachen, die Elefantenmauer zu umgehen, um seinen Vater noch zu retten.
Auch in den Reihen des Antigonos hatten die Krieger die unterlegene Lage ihrer Seite erkannt. Mehrere aus Söldnern zusammengesetzte Truppenteile liefen noch während des Kampfes zum Gegner über. Antigonos selbst soll trotz dieser Entwicklung weiterhin fest an einen siegreichen Ausgang der Schlacht geglaubt haben, die durch die baldige Rückkehr seines Sohnes auf das Schlachtfeld zu seinen Gunsten entschieden werde, und hielt die Stellung. Aber bevor Demetrios mit seinen Reitern die Elefanten umrunden konnte, wurde Antigonos von mehreren Pfeilen getroffen und brach tot zusammen. Augenblicklich löste sich sein Heer zur Flucht auf oder ergab sich dem Gegner. Nur ein einziger treuer Krieger, Thorax aus Larissa, blieb bei seinem Körper zurück und schützte ihn mit seinem Schild. Demetrios gab den Kampf verloren und floh.

## Folgen

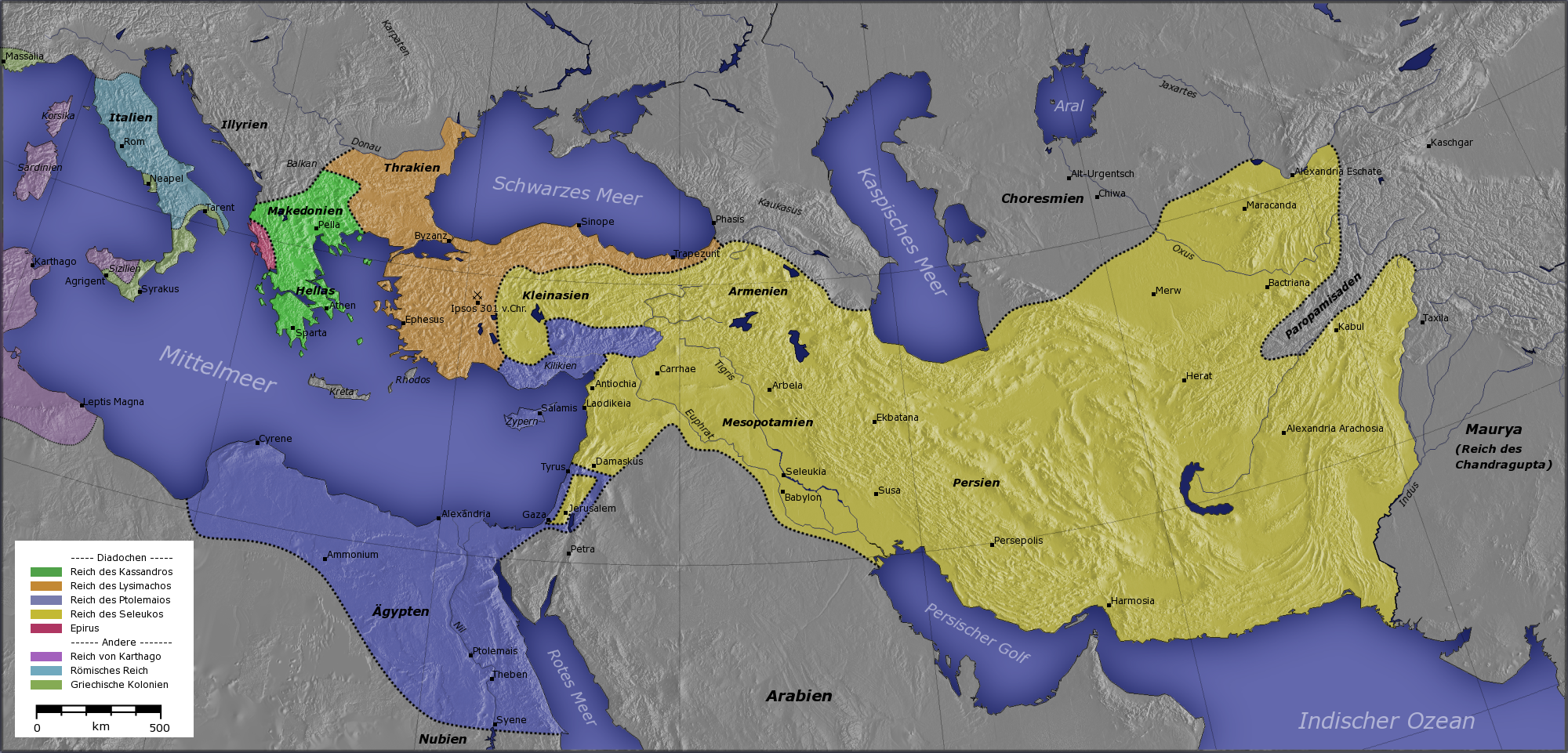
Die Diadochenreiche nach der Schlacht bei Ipsos 301 v. Chr.
Seleukos (gelb), Lysimachos (orange), Kassander (grün) und Ptolemaios (blau).

Der Tod des Antigonos bei Ipsos besiegelte das Ende des Alexanderreichs, das etwa dreißig Jahre zuvor von dem Eroberer begründet worden war. Sein Leichnam wurde von den Siegern mit allen königlichen Ehren bestattet und sein asiatischer Herrschaftsraum unter ihnen aufgeteilt. Seleukos nahm Syrien und Phoinikien sowie das östliche Kleinasien an sich. Lysimachos übernahm das westliche Kleinasien einschließlich der Küstenstädte; der in der Schlacht nicht sonderlich hervorgetretene Pleistarchos erhielt Karien und Kilikien. Ptolemaios hatte sich der strategisch wichtigen Provinz Koilesyrien bemächtigt, wodurch er allerdings mit Seleukos in Konflikt geriet, da dieser der Ansicht war, Ptolemaios habe durch sein Fernbleiben bei Ipsos das Recht, an der Gebietsaufteilung beteiligt zu werden, verloren. Als Folge davon brachen die lang dauernden syrischen Kriege zwischen den Dynastien der Ptolemäer und Seleukiden aus, die erst 168 v. Chr. ihr Ende fanden.
Demetrios war mit etwa 5.000 Infanteristen und über 4.000 Kavalleristen die Flucht vom Schlachtfeld nach Ephesos gelungen, von wo er in See stach. Dank seiner starken Flotte stellte er noch immer einen Machtfaktor dar. Aber auch seine Herrschaft in Griechenland brach als Folge der Niederlage zusammen, indem die griechischen Städte dem Gebot der Stunde folgend auf die Seite Kassanders übergegangen waren. In den folgenden Jahren führte Demetrios einen unablässigen Kampf um die Rückeroberung Griechenlands und des makedonischen Throns, den er tatsächlich einige Jahre innehatte, bis er schließlich in der Gefangenschaft des Seleukos starb. Erst sein Sohn Antigonos II. Gonatas konnte in Makedonien eine dauerhafte Herrschaft der antigonidischen Dynastie begründen.
Auch die Koalition der Diadochen überdauerte Ipsos nicht lange. Seleukos und Lysimachos standen sich danach als Konkurrenten um die Herrschaft in Kleinasien gegenüber, Lysimachos verbündete sich dafür mit Ptolemaios und Seleukos bald mit Demetrios. In der Schlacht von Kurupedion 281 v. Chr. standen sich die beiden Verbündeten von Ipsos als letzte Diadochen gegenüber; Lysimachos fiel, und Seleukos wurde nur kurz darauf ermordet. Damit endete die Zeit der Diadochen.